# Petrovsk
Huyện Petrovsk (tiếng Nga: Петровск райо́н) là một huyện hành chính tự quản (raion), của Tỉnh Saratov, Nga. Huyện có diện tích 11 km², dân số thời điểm ngày 1 tháng 1 năm 2000 là 33800 người. Trung tâm của huyện đóng ở Petrovsk.